# CJCL
CJCL, plus connu sous son nom Sportsnet Radio Fan 590, est une station de radio canadienne anglophone d'information sportive appartenant à Rogers Media située à Toronto et diffusant sur la région du Grand Toronto et de Hamilton. Fondée en 1951, et portant à l'origine l'indicatif radio CKFH, elle émet sur la fréquence 590 kHz en modulation d'amplitude (AM).
Sa programmation est composée de bulletins de nouvelles, d'émissions autour du sport et de retransmissions commentées, en direct, de rencontres sportives, dont les matchs des Blue Jays de Toronto en baseball, des Raptors de Toronto en basket-ball, du Toronto FC en soccer ou des Bills de Buffalo en football américain.